# Aciphylla lyallii
Aciphylla lyallii är en flockblommig växtart som beskrevs av Joseph Dalton Hooker. Aciphylla lyallii ingår i släktet Aciphylla och familjen flockblommiga växter. Inga underarter finns listade i Catalogue of Life.